# Juchnov
Juchnov (rusky Ю́хнов) je město v Rusku, kde patří do Kalužské oblasti. Leží na pravém břehu řeky Ugry a má přes sedm tisíc obyvatel.

## Rodáci
- Dmitrij Konstantinovič Faddějev (1907-1989), matematik